# Bohučovický fenomén

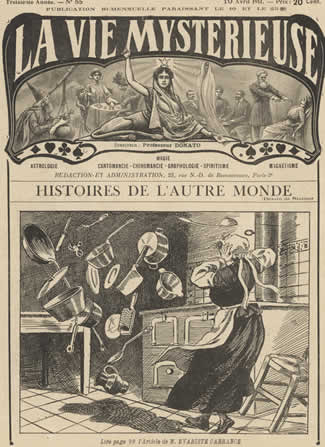
Vyobrazení působení poltergeista na obálce francouzského magazínu La Vie Mysterieuse z roku 1911

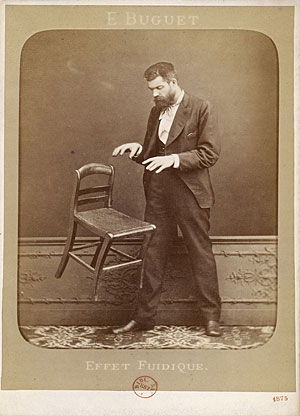
Podvrhnutá fotografie Fluidic Effect z roku 1875 od E. I. Bugueta má demonstrovat působení telekineze

Bohučovický fenomén (nebo též bohučovický poltergeist) bylo souhrnné označení pro paranormální jevy, které se odehrávaly na přelomu let 1985/1986 v domku rodiny Smolkových ve vesnici Bohučovice na Opavsku. Původně byly tyto jevy mylně spojovány s jedenáctiletým Tomášem Smolkou. Tyto paranormální jevy byly nakonec popsány a „vysvětleny“ PhDr. Zdeňkem Rejdákem a jednoznačně přisouzeny uvolněným podvědomým silám (spontánní psychokinezi) dcery majitele rodinného domku.

## Podrobně

### Prosinec 1985 v domku Smolkových
Nevysvětlitelné jevy se začaly dít v prosinci 1985 (zhruba od pátku 13. prosince do pátku 20. prosince) v rodinném domku Smolkových v Bohučovicích. Začalo to zvukem silných ran, pokračovalo to popadáním všech zavařenin ve spíži z regálů na zem (sklenice byly „srovnané“ na stranu a po dopadu se rozbily), noční stolek v ložnici se sám od sebe „posadil“ na postel, došlo k nevysvětlitelnému „propálení“ díry v okenním skle,   po němž následovala samovolná devastace a postupná likvidace interiéru rodinného domku, při které létaly vzduchem různé předměty (poklička, kovový tác, váza), některé věci uložené na chodbě domu byly „vymršťovány“ ze svého místa na druhou stranu, pohyboval se samovolně těžký nábytek (posuny zhruba o 10 až 20 cm, dokonce i tak, že nábytek před sebou „hrnul“ koberec), brašna v rohu místnosti projela náhle pod postelemi až k oknu, obraz a teploměr spadl samovolně se stěny, rohová skříň se „vyvrátila“ na křeslo,, sama od sebe se odlupovala omítka ze zdi, v nedávné době nalepené, ale již řádně proschlé tapety v kuchyni se samovolně loupaly ze zdí do tvaru malých ruliček, neznámou silou byly odtrženy ode zdi kramické obkladačky tak, že nedošlo k jejich poškození ačkoliv byly přilepeny betonovou maltou. V jednu chvíli se rozhoupal lustr, aby následně vylétl oknem ven z místnosti. Tyto jevy byly pozorovány a písemně doloženy svědectvím několika zcela nezávislých osob. Jak postupoval čas, nevysvětlitelné jevy se dále stupňovaly.
V pátek 13. prosince 1985 (patnáctý den po tapetování kuchyně) po 9. hodině ze stěny „vystřelily“ dva otvory v průměru asi 3 – 4 cm ve vzdálenosti od sebe asi 4 cm. Otvory byly hluboké až na cihlu. ... Za další hodinu se začaly v některých částech tapet, většinou uprostřed, v pruzích (asi jako stočené hobliny) loupat tapety. Proužky tapet se stáčely do roliček tak, že tapeta se rozdvojila. Čistý bílý papír zůstal přilepen na stěně a do roličky se stáčel pouze otisk tapety. Na větších částech stěny se pak tapeta stáčela v plné síle (nerozdvojená) a trhala s sebou i starou malbu až na původní omítku. Malba praskala po celé kuchyni. Takto byly postupně zničeny tapety na třech stěnách kuchyně. ... Kolem 13. hodiny odpoledne se ozvala rána a „vystřelila“ omítka pod oknem na pravé straně až na čistou cihlu (v rozměru asi 50 x 15 cm). Po chvilce se ozvala další rána a „vystřelila“ omítka na levé straně okna (v rozměru asi 60 x 35 cm) rovněž na cihlu. Přitom se uvolnila i parapetní deska okna (byla částečně vysunuta). ...
otec Tomáše Smolky, záznam mimořádné události (zkráceno), 
V pondělí 16. prosince 1985 kolem 10. hodiny ráno „vystřelila“ omítka pod zásuvkou od ledničky na pravé straně okna. Omítka létala po celé kuchyní. ... Při „vystřelení“ omítky bylo rozbito pravé křídlo vnitřního okna. Rozhoupal se kuchyňský lustr tak, že narážel až na strop. ... Vtom se ozvalo řinčení skla ve spížce, proto táta se synem Tomášem tam rychle běželi. Uviděli, jak sklenice se zavařeninou se posunují a padají z regálu na zem a rozbíjejí se. ... Mezitím se ozvala rána v kuchyni. Když táta s Tomášem doběhli do kuchyně, viděli, že kuchyňský umývací stůl, který stál v rohu, byl vytočen a převrácen směrem ke sporáku. Pravé posuvné sklo kredence se odsunulo směrem ke stěně k oknu a sklenice za sklem se začaly převracet a rozbíjet. ... Další zvuky, které se ozvaly znovu ve spižírně přivolaly tátu a Tomáše do spižírny, kde uviděli, jak vibruje skříňka (almárka), ve které byly rovněž zavařeniny. Začala se i naklánět a sklenice se začaly posouvat. Táta s Tomášem chtěli vibraci skříňky zabránit, ale neměli na to dost síly. Táta proto rychle skříňku uzavřel na zámek, ale zámek se vytrhl. Přidržel proto ramenem skříňku proti nachýlení a rychle vyndával sklenice se zavařeninou a podával je Tomášovi, který sklenice ukládal na chodbu. Vzápětí se ozvalo řinčení skla v kuchyni. Když oba přiběhli do kuchyně, bylo rozbito levé křídlo vnitřního okna. Sklo bylo vysypáno na zemi. ... Dlaždicový obklad stěny naproti rozbitému oknu byl stržen (asi 20 kusů dlaždic). ...
otec Tomáše Smolky, záznam mimořádné události (zkráceno), 
V pátek 20. prosince 1985 ... Stáli jsme v chodbě a sledoval jsem výklad přítomných, když se ozval třesk (asi výstřelu z pušky) a nastalo zvednutí podnosu, na kterém ležela košile, jenž se zvedl cca ke stropu a volně padl od místa uložení ve vzdálenosti cca 2 m. Po cca asi 20 minutách jsme couvli k hlavnímu vstupu mezi dveře do bytu, kde došlo k třesu stejné intenzity a skleněná váza o hmotnosti cca 3 – 5 kg se zvedla do výše poloviny světlé výšky místnosti a volně klesla k zemi. V tento okamžik místní přítomní propadli panické hrůze, začali nesouvisle vykřikovat, že asi pojďte pryč, už to zase začíná lítat a podobně. ... 
nezávislý svědek František Stoklasa, výpověď statika z okresního stavebního podniku (zkráceno), 

### Počátek ledna 1986 v domku Smolkových
V průběhu vánočních svátků záhadné jevy na čas ustaly. Vyvrcholily kolem 6. ledna 1986. Tehdy během dvaceti minut začalo v domě hořet na více než dvaceti místech (vzplál například dubový stůl, začala jakoby „zevnitř“ hořet pohovka, dokonce ohořel salám uskladněný tou dobou v ledničce).

### Jana Lysáková
Majitel domu zavolal na pomoc městský národní výbor (MěNV) a požadoval po přestupkové komisi aby věc prošetřila respektive nalezla toho, kdo mu demoluje dům. Pracovnice přestupkové komise Jana Lysáková (tehdy pracovala na národním výboru v Hradci nad Moravicí) byla neprodleně vyslána do Bohučovic, aby prověřila na místě situaci v rodinném domku. Jana Lysáková byla osobně svědkyní náhlého příletu plechové pokličky na hrnec do chodby domu, rovněž slyšela silné rány. Za účelem objasnění těchto jevů byli na místo povoláni pracovníci psychoenergetické laboratoře VŠCHT, příslušníci Veřejné bezpečnosti (VB) jakož i příslušníci Státní bezpečnosti (StB). Ani přivolaní odborníci z Akademie věd a Geofyzikálního ústavu však obyvatelům domu v Bohučovicích nikterak nepomohli.

### Tomáš Smolka
KSČ měla eminentní zájem na urychleném prošetření této kauzy a tak byl za strůjce těchto jevů označen tehdy jedenáctiletý vnuk majitele domku Tomáš Smolka. Hoch byl hospitalizován na psychiatrické klinice v Olomouci, kde byl ošetřující lékařkou (primářkou) (výměnou za návrat zpět k rodičům) přinucen k přiznání, že jevy, kterých by fyzicky ani schopen nebyl, prováděl podvodně on sám.

### Dovětek
Policejní vyšetřovací spis týkající se „bohušovického případu“ byl v roce 1997 skartován. Tehdejší kronikář některé ze záznamů zachránil. Jsou uloženy v opavském archivu.